# Campionati italiani assoluti di scherma del 1931
I Campionati italiani assoluti di scherma del 1931 sono stati organizzati dalla Federazione Italiana Scherma.
Nel fioretto, si sono aggiudicati i titoli dei campionati italiani Gioacchino Guaragna, alla sua quarta affermazione, e Germana Schwaiger, che ha vinto il suo terzo titolo consecutivo.
Il titolo della spada è andato a Carlo Agostoni, che ha bissato il titolo dell'anno precedente.
Nella sciabola Ugo Pignotti ha vinto il suo primo titolo nazionale maschile.

## Podi

### Uomini
| Specialità  | Oro                 | Argento | Bronzo |
| Individuali |                     |         |        |
| Fioretto    | Gioacchino Guaragna | -       | -      |
| Spada       | Carlo Agostoni      | -       | -      |
| Sciabola    | Ugo Pignotti        | -       | -      |

### Donne
| Specialità  | Oro               | Argento | Bronzo |
| Individuali |                   |         |        |
| Fioretto    | Germana Schwaiger | -       | -      |